# Ephemera traverae
Ephemera traverae är en dagsländeart som beskrevs av Spieth 1938. Ephemera traverae ingår i släktet Ephemera och familjen sanddagsländor. Inga underarter finns listade i Catalogue of Life.